# النجمة (رواية)
النجمة هي إحدى روايات الروائية الأمريكية دانيال ستيل (بالإنجليزية Star) وهي من الروايات الرومانسية.

## نبذة قصيرة
تدور أحداث الرواية عن فتاة رائعة الجمال تعيش في مزرعة في كاليفورنيا مع والدها العطوف وتترك المكان بعد وفاته حيث تفقد الإحساس بالأمان. تشق طريقها في هوليوود كمغنية وتصبح نجمة إلا أن حياتها العاطفية تكون سلسلة من الأخطاء والمشاكل التي يتوجب عليها حلها حتى تصل إلى السعادة والسلام.